# Volume elementar representativo
O conceito de volume elementar representativo (VER ou REV na língua inglesa: Representative Elementary Volume) é muito utilizado no estudo de materiais porosos. Existe também a aplicação deste conceito em outras áreas, tais como propriedades mecânicas ou eletromagnéticas de alguns materiais. No texto que segue será utilizada a abreviatura REV, pois a abreviatura VER dá a impressão que trata-se de uma referência ao verbo "ver".

## Volume Elementar Representativo
Para exemplificar o que é o Volume Elementar Representativo (REV) será feita uma analogia com um material poroso fictício em 2D (duas dimensões), em que os poros são representados por elipses na cor preta e a parte sólida do material é representada na cor branca.

Gráfico da Porosidade em relação ao Volume Elementar Representativo (REV).

Ao lado direito do material poroso, foi elaborado um gráfico em que a porosidade está representada no eixo das ordenadas (porosidade varia entre 0 até 1) e no eixo das abcissas tem-se o tamanho REA (Área elementar representativa) ou é possível representar em 3D REV (Volume Elementar Representativo). Duas curvas (uma de cor cinza e outra de cor preta) representam duas possibilidades de valores de REA ou REV. Estas curvas são geradas através da determinação da porosidade para várias áreas do material poroso. Por exemplo, inicia-se com um retângulo de 1 cm por 1 cm, calcula-se a porosidade, que pode dar valor 0 ou 1, dependendo se a área estiver contida em cima do material sólido ou em cima do poro. Depois, de um modo iterativo, calcula-se para outros valores de área e obtém-se as curvas cinza ou preta mostradas no gráfico. Este método é demonstrado no artigo de AL-RAOUSH (ver referências).
Em 3D (três dimensões) a curva (gráfico) da porosidade em relação ao REV é semelhante ao caso 2D demonstrado. As regiões "A", "B" e "C", podem ser entendidas como:
- Região "A": domínio de heterogeneidade que tem uma área menor do que a área necessária para obter REA ou REV;
- Região "B": domínio do meio poroso, considerada região do REA ou REV;
- Região "C": região que pode ser homogênea ou não homogênea.

Um dos métodos para obtenção do REV é através da tomografia computadorizada de raios-X, onde são obtidas imagens (fatias) de uma amostra, a qual é reconstruida com o uso de alguns algoritmos específicos.